# Sandsjön (Vaggeryds kommun)
Sandsjön är en sjö i Vaggeryds kommun i Småland och ingår i Lagans huvudavrinningsområde. Sjön är 21 meter djup, har en yta på 1,52 kvadratkilometer och befinner sig 201 meter över havet. Den avvattnas av vattendraget  Lagan. Vid provfiske har bland annat abborre, braxen, gers och gädda fångats i sjön. Sandsjön har två tydligt separerade huvuddelar, en västlig och en östlig, vilka åtskiljs av en långsmal ö. Det ligger flera mindre sjöar i anslutning till Sandsjön, bland andra Tängsjön och Käringasjön. Omedelbart uppströms Lagan ligger sjön Fängen.

## Delavrinningsområde
Sandsjön ingår i det delavrinningsområde (637910-140585) som SMHI kallar för Utloppet av Sandsjön. Medelhöjden är 215 meter över havet och ytan är 21,08 kvadratkilometer. Räknas de 5 delavrinningsområdena uppströms in blir den ackumulerade arean 98,07 kvadratkilometer. Lagan som avvattnar avrinningsområdet har biflödesordning 2, vilket innebär att vattnet flödar genom totalt 2 vattendrag innan det når havet efter 213 kilometer. Delavrinningsområdet består mestadels av skog (57 procent) och sankmarker (19 procent). Avrinningsområdet har 2,04 kvadratkilometer vattenytor vilket ger det en sjöprocent på 9,6 procent. Bebyggelsen i området täcker en yta av 0,36 kvadratkilometer eller 2 procent av avrinningsområdet.

## Fisk
Vid provfiske har följande fisk fångats i sjön:
- Abborre
- Braxen
- Gärs
- Gädda
- Mört
- Sarv
- Sik
- Siklöja